# Devoción por San Lázaro en Cuba
La devoción por San Lázaro en Cuba ocupa el segundo lugar después de la Virgen de la Caridad, esta veneración está casi siempre ligada a la santería.
Los devotos de San Lázaro le ofrecen grandes sacrificios, entre los cuales está  la flagelación corporal. Cada día 17 de diciembre muchos de sus seguidores se visten con tela de saco.
El centro del culto tiene lugar en el Santuario Nacional de San Lázaro ubicado en el poblado de Rincón, actual municipio Boyeros en la Provincia de La Habana. La efigie se coloca en las afueras de la iglesia, porque la institución no reconoce al San Lázaro que veneran los devotos. Delante, una sábana blanca sirve de alcancía donde se arroja dinero. Muy cerca, una fuente emana un constante chorro de agua, supuestamente bendecida por la deidad y es llevada por los creyentes.
A las 12 de la noche del 16 de diciembre, la muchedumbre hace silencio ante el advenimiento del Día de San Lázaro. A esa hora se produce la misa más importante de la jornada y el resto del tiempo, los párrocos se mantienen atendiendo a los penitentes, tratando de aliviar su dolor corporal y espiritual.
Cada año la peregrinación supera los 15.000 creyentes, lo que ocasiona el cierre oficial al tráfico automotor de las carreteras de acceso a el Rincón; las rutas de ómnibus locales requieren de refuerzos especiales para evacuar a los pasajeros y ocurren embotellamientos en las amplias avenidas que conducen a la zona.
Es común que los penitentes mantengan en secreto el milagro, como parte de la mística que rodea sus acciones. Son múltiples los casos de familias que durante el año ahorran para hacerle ofrendas a San Lázaro, mientras otros van allí a rezar y meditar sus penas frente a la estatua del santo.

## La leyenda
El San Lázaro que se venera en Cuba concurren tres historias: 
- San Lázaro, el personaje bíblico amigo de Jesús y hermano de Marta y María de Betania
- Lázaro, el mendigo que aparece en una parábola del Evangelio de San Lucas
- Babalú Ayé, el orisha africano que se sincretiza con los dos anteriores.

### San Lázaro
San Lázaro, el personaje bíblico vivió en Betania, un pueblo a las afueras de Jerusalén. En su casa se alojó Jesús al menos en tres ocasiones. Es muy famoso principalmente porque según el Evangelio de Juan (11:41-44) fue revivido por Jesús. A partir de esta historia su nombre es utilizado frecuentemente como sinónimo de resurrección. Fue martirizado un 17 de diciembre. 

### Lázaro, mendigo
La parábola del rico epulón y el pobre Lázaro o del hombre rico y del mendigo Lázaro, es una parábola de Jesús de Nazaret que se encuentra en el Nuevo Testamento (Evangelio de Lucas, capítulo 16, versículos 19 al 31). Relata la historia de dos hombres y el destino final de cada uno de ellos: el pobre Lázaro llega a la gloria del cielo y el rico epulón es condenado al infierno. Es la única de las parábolas que contiene un nombre propio: el del pobre Lázaro.
La condición de leproso del pobre Lázaro hizo que se convirtiera en el santo patrón de la lepra. En iconografía, la representación de perros lamiéndole las llagas le hacen similar a San Roque, santo patrón de la peste, con el que no tiene nada que ver.
El relato del episodio de la parábola del rico epulón y el pobre Lázaro aparece así en el texto evangélico:
Había un hombre rico, que se vestía de púrpura y de lino fino y hacía cada día banquete con esplendidez. Había también un mendigo llamado Lázaro, que estaba echado a la puerta de aquel, lleno de llagas, y ansiaba saciarse de las migajas que caían de la mesa del rico; y aun los perros venían y le lamían las llagas.
Aconteció que murió el mendigo, y fue llevado por los ángeles al seno de Abraham; y murió también el rico, y fue sepultado. En el Hades alzó sus ojos, estando en tormentos y vio de lejos a Abraham, y a Lázaro en su seno.
Entonces, gritando, dijo: Padre Abraham, ten misericordia de mí y envía a Lázaro para que moje la punta de su dedo en agua y refresque mi lengua, porque estoy atormentado en esta llama.
Pero Abraham le dijo: Hijo, acuérdate de que recibiste tus bienes en tu vida, y Lázaro, males; pero ahora este es consolado aquí, y tú atormentado.
Además de todo esto, una gran sima está puesta entre nosotros y vosotros, de manera que los que quieran pasar de aquí a vosotros no pueden, ni de allá pasar acá.

### Babalú Ayé
El nombre de Babalú Ayé es de origen lucumí. Babalú Ayé era muy mujeriego. Andaba continuamente de parranda hasta que todo el mundo le perdió el respeto y la misma Ochún, que era su mujer, lo abandonó. Un Jueves Santo, Orula le advirtió: Hoy domínate y no andes con mujeres. Sin hacer caso del consejo de Orúnmila, esa noche se acostó con una de sus amantes. Al otro día amaneció con el cuerpo todo cubierto de llagas purulentas. La gente huía de él porque le tenía miedo al contagio y sólo lo seguían algunos perros, a los que les gustaba lamerle las llagas. Por mucho que suplicó, Olofi se negó a perdonarlo y, al fin, Babalú Ayé murió. Pero a Ochún le dio lástima y gracias a sus ardides consiguió que Olofi le devolviera la vida. Ahora Babalú Ayé sabía lo mucho que sufren los enfermos y por eso regresó tan caritativo y misericordioso.
Orisha mayor y santo muy venerado Deidad de la viruela, la lepra, las enfermedades venéreas y, en general, de las afecciones de la piel. Se le considera hijo de Naná Burukú, pero en Abomey (África) sus padres son Kehsson y Nyohwe Ananou. Algunos estiman que nació directamente de Obatalá.

## Historia
Lázaro es un nombre significativo en el idioma de Israel. Quiere decir: Dios es mi auxilio. Lázaro y sus dos hermanas, Santa María de Betania y Santa Marta, eran amigos de Jesús y le invitaban a su casa en Betania, cerca de Jerusalén, donde era amado y acogido.
Señal de su intimidad con Jesús es el hecho de que éste, aún yendo a resucitarle, luego de morir Lázaro, lloró, al contemplar el duelo de María y Marta. Uno de los milagros más grandes atribuidos a Cristo por la religión cristiana fue, precisamente el traer de nuevo a la vida a Lázaro. A estos episodios se limita la mención de Lázaro en el Nuevo Testamento. Según las tradiciones judeocristianas acompañó a San Pedro a Siria o que fue embarcado por los judíos en Jaffa en una nave que hacía agua y sin velas, con sus dos hermanas y otros cristianos hasta que llegó a la isla de Chipre. Lázaro fue, según esa tradición, elegido obispo de Kition y murió 30 años después.
En el siglo XI, la leyenda provenzal de Santa María Magdalena, pone a Lázaro como obispo de Provenza y muerto como mártir en Francia. Incluso el Papa Benedicto IX, al consagrar la Iglesia de San Víctor de Marsella, afirmó que sus reliquias estaban ahí (lo único cierto de todo esto es que hubo un Lázaro obispo de Marsella, pero en el siglo IV).

## El origen del nombre Rincón
Al igual que ocurre con muchas poblaciones cubanas, al mencionar su patronímico siempre surge la curiosidad sobre su comienzo, mezclando la leyenda y la realidad, lo cual se transmite por tradición oral espontánea, de generación a generación hasta nuestros días. El inicio de este nombre, en particular, ha suscitado diversas interpretaciones y no pocas conjeturas y hasta juicios erróneos por la ausencia de documentos que den fe de la génesis de tal denominación.

## Santuario nacional del Rincón
El Rincón es para los habaneros lo que El Cobre para los santiagueros: la suprema exaltación de la religiosidad popular. Construida el 26 de febrero de 1917: la iglesia de san Lázaro y la casa-hospital de enfermos de lepra, en la década de los noventa del siglo XX, a propuesta del reverendo Ramón Suárez Polcari, en la Conferencia de Obispos Católicos celebrada en Puebla, México, le fue otorgado a esta pequeña iglesia el título de Santuario Nacional. Para esta designación se tuvo en cuenta: el número cada vez mayor de personas que asisten al lugar, tanto en ocasión de la celebración, el 17 de diciembre, como el resto del año.
Por la significación que tiene este santo en la vida de muchos cubanos, el significado que tiene dentro de la cultura nacional, el caudal histórico que hay detrás de sus muros y del hospital. Todos los años acuden al santuario miles de personas para asistir a la peregrinación a pie o en cualquier otro medio el 17 de diciembre, día de su festividad religiosa. Durante esta fecha, los días previos y posteriores los fieles acostumbran a dar cumplimiento a sus promesas satisfechas o establecer otras. Hasta la localidad habanera del Rincón llegan devotos de todas las provincias, incluso de otros países para presenciar todo lo que acontece durante la festividad al santo conocido también como El viejo Lázaro.

## Sincretismo religioso
A medida que vamos leyendo cada una de las historias anteriores nos damos cuenta de lo que tienen en común. Y esa unidad de características se ha convertido en el San Lázaro que veneran en Cuba y tan popular es. Babalú Ayé tiene coincidencias con San Lázaro el Obispo al ser resucitado igualmente que este y celebrar el día 17 de diciembre su festividad. Sin embargo, la imagen que se asocia en el sincretismo de Babalú Ayé es la de Lázaro, el mendigo y leproso, ya que como este, Babalú Ayé tenía llagas, andaba harapiento, con muletas y se hacía acompañar por perros. De esta forma los esclavos que llegaron a Cuba ocultaron sus creencias bajo apariencias católicas y siguieron adorando a sus dioses bajo nombres católicos. Y el hecho de haber sido un Santo que ha sufrido en carne propia el dolor y la enfermedad y al que se le atribuyen curaciones y sanaciones milagrosas, ha favorecido que el pueblo lo venere y siempre le pida por la salud, cualidad de sanador que aporta Babalú Ayé. 
Babalú Ayé representa las afecciones de la piel, las enfermedades contagiosas, especialmente las venéreas y las epidemias en el ser humano. Medio hermano de Changó, cuando los adivinos se reunieron para la distribución de los reinos le fue entregado el Reino de Dajome. Arará Dajome de nacimiento según unos; aunque de tierra Lucumí fue a tierra de Dajome según otros. Es el santo más venerado de tierra Arará. Tiene el aspecto de un inválido, minado por un mal deformante, de piernas retorcidas y espinazo doblado. En Candomblé y Umbanda se lo representa cubierto de unos vestidos de paja. Deidad de la viruela, la lepra y, en general, de las afecciones de la piel. Orisha mayor y santo muy venerado. 
En realidad Babalú Ayé es un título que significa padre del mundo que se le daba a Chopono o Chakpata, el terrible Orisha de la viruela, cuyo nombre no podía pronunciarse. A este Santo le gusta trabajar con muertos. Su color es el morado obispo y su día es el viernes, aunque para otros es el miércoles. Su número es el 17 y habla en el 4, el 11 y el 13 del Diloggún (Irosun, Ojuani y Metanlá). COLLARES Cuentas negras, matipó de Oyá, Matipó de San Lázaro (blanco con rayas azules) cuentas rojas. Combinadas según el camino del Santo.